# Rocca dei Sanvitale (Noceto)
Die Rocca dei Sanvitale, auch Rocca di Noceto oder Castello della Musica genannt, ist eine kleine, mittelalterliche Burg in Noceto in der italienischen Region Emilia-Romagna. Sie liegt an der Piazza Garibaldi. Dort sind das Museo della Liuteria, das Museo del Disco und verschiedene Gesellschaften musischen Charakters untergebracht.

## Geschichte

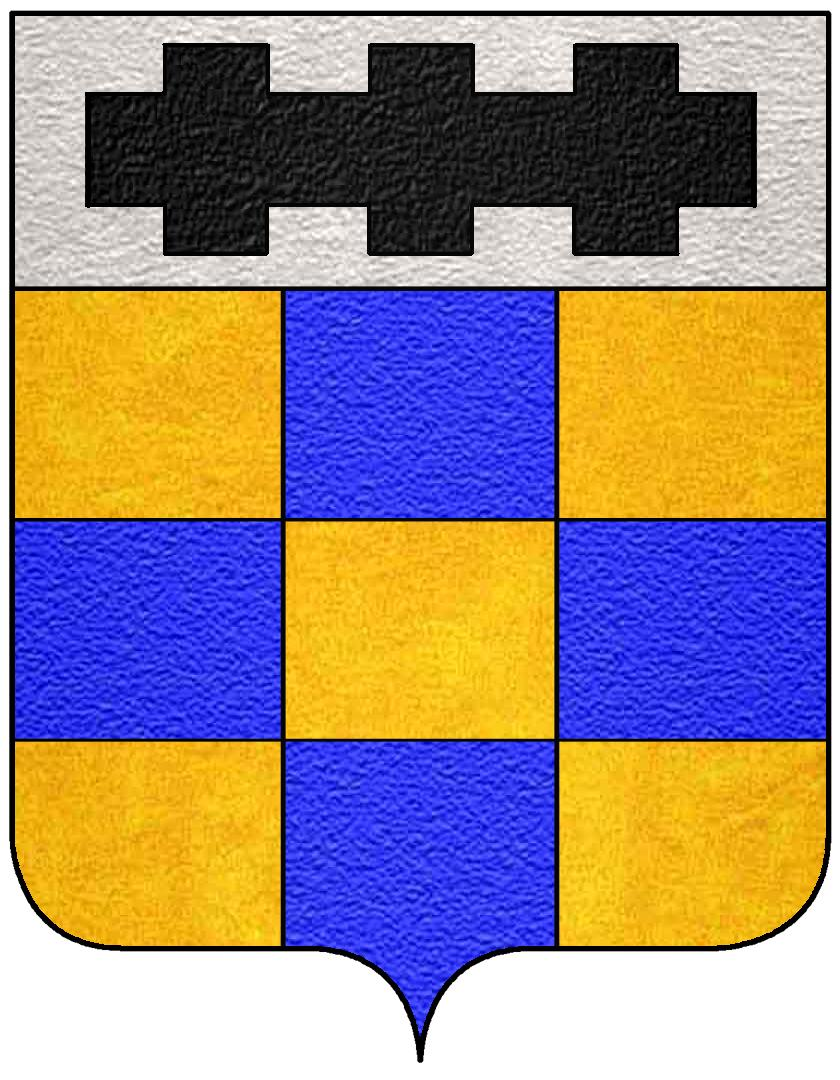
Altes Wappen der Pallavicini

Die ursprüngliche Festung ließ vermutlich die Familie Pallavicini Anfang des 13. Jahrhunderts erbauen. 1247 wurde sie von Guelfen aus Parma unter der Führung von General Ugo Sanvitale während der Kämpfe mit der kaiserlichen Armee von Friedrich II. erobert. Zwei Jahre später, als die Kämpfe beendet waren, zog der Markgraf Oberto II. Pallavicino nach der offiziellen Investitur in das Lehen Noceto durch den Kaiser wieder in die Burg ein.
1345 eroberte der Bürgermeister von Parma, Filippo Gonzaga, der die Armee des Herzogs von Mailand, Luchino Visconti, führte, die Burg, die er Giberto Pallavicino abgenommen hatte. Dort setzte sich also Giberto Sanvitale fest, der die Burg, die bei den Kämpfen beschädigt worden war, wieder reparieren ließ. 1370 jedoch wandte sich Obizzo Sanvitale, der Sohn von Gian Quirico, gegen die Regierung von Bernabò Visconti, der ihn daraufhin gefangen nehmen ließ, seine Besitzungen konfiszierte und die Zerstörung der Burg anordnete. 1402 kamen die Sanvitales zurück nach Noceto und begannen mit dem Wiederaufbau der Burg, die aber im Folgejahr erneut von den Viscontis zerstört wurde. Die Festung wurde daraufhin erneut wieder aufgebaut, aber 1416 eroberte sie Filippo Maria Visconti zurück, indem er sie Gian Martino Sanvitale abnahm, der für den Verlust durch die Übernahme des Castello di Castelguelfo entschädigt wurde. Bereits im Jahre 1417 eroberte der Markgraf Rolando Pallavicino die Burg und zerstörte sie erneut. In den Folgejahren versuchten die Sanvitales mehrmals, sich wieder in den Besitz von Noceto zu bringen, waren aber nicht erfolgreich.

Wappen der Sanvitales

1447 schaffte es Pier Maria II. de’ Rossi, die Burg, die zwischenzeitlich wieder aufgebaut war, zu erobern, und übergab sie an Angelo Sanvitale. Im Folgejahr aber besetzte der Schwager von Pier Maria II., Rolando de’ Rossi, die Burg. Auch die Terzis griffen ein und brachten sich in Besitz der Festung, aber nur, um sie später wieder an die Rossis zu verlieren. Der Streit bezog auch Francesco I. Sforza mit ein, der Pier Maria II. die Rückgabe der Burg an die Sanvitales auferlegte. Dennoch besetzten die Rossis in den folgenden Jahrzehnten die Burg weiterhin, bis es Gian Quirico Sanvitale 1481 gelang, die Unterstützung von Ludovico Sforza zu erhalten. Mit Blick auf den Krieg der Rossis ließ Pier Maria II. de’ Rossi seine Burgen befestigen, darunter auch die in Noceto, der er so ihre heutige Gestalt verlieh, aber dies reichte nicht aus: 1482 wurde die Burg von den Truppen Gian Giacomo Trivulzios belagert, die die Türme und die Fassade mit Wurfgeschossen angriffen und so die Rossis zur Aufgabe zwangen. Den Grafen Giberto III. und Jacopo Antonio Sanvitale gelang es später, die Burg wieder in Besitz zu nehmen.
1551, im Krieg um Parma, wurde die Burg dem Angriff und der Besetzung durch die kaiserlichen Milizen unterzogen. Am Ende des Konfliktes zogen die Sanvitales wieder in ihren Besitz ein.
1612 wurde der Graf Alfonso Sanvitale in dem Prozess, in dem der Verrat gegen den Herzog Ranuccio I. Farnese verhandelt wurde, zum Tode verurteilt. Die Festung wurde daher an die Markgrafen Dalla Rosa verlehnt, die es im Tausch gegen das Castello di Belforte an die Sanvitales zurückgaben.
1805 schafften die Edikte Napoleons die Feudalrechte ab und die Burg wurde von der französischen Regierung konfisziert. Sie wurde zunächst an die Familie Santelli verkauft, Anfang des 20. Jahrhunderts kaufte sie das Liegenschaftsamt und 1938 die Gemeinde Noceto, die dort einige Büros ihrer Gemeindeverwaltung unterbrachte.
Nach dem Zweiten Weltkrieg wurde die Burg teilweise in einen Tanzclub umgebaut.
Ab 1998 wurde die Burg bedeutenden Restaurierungsarbeiten unterzogen, um die alten Strukturen wieder herzustellen. Die Mauern, die um die Mitte des Jahrhunderts angebaut worden waren, wurden abgerissen und es wurden alle Innenräume und der Park wiederhergestellt, sodass sie öffentlich zugänglich gemacht werden konnten. Ende 2005 wurde der renovierte Gebäudekomplex eingeweiht und in „Castello della Musica“ umbenannt, da er als Sitz von Museen und Gesellschaften mit musischem Charakter vorgesehen war.

## Beschreibung

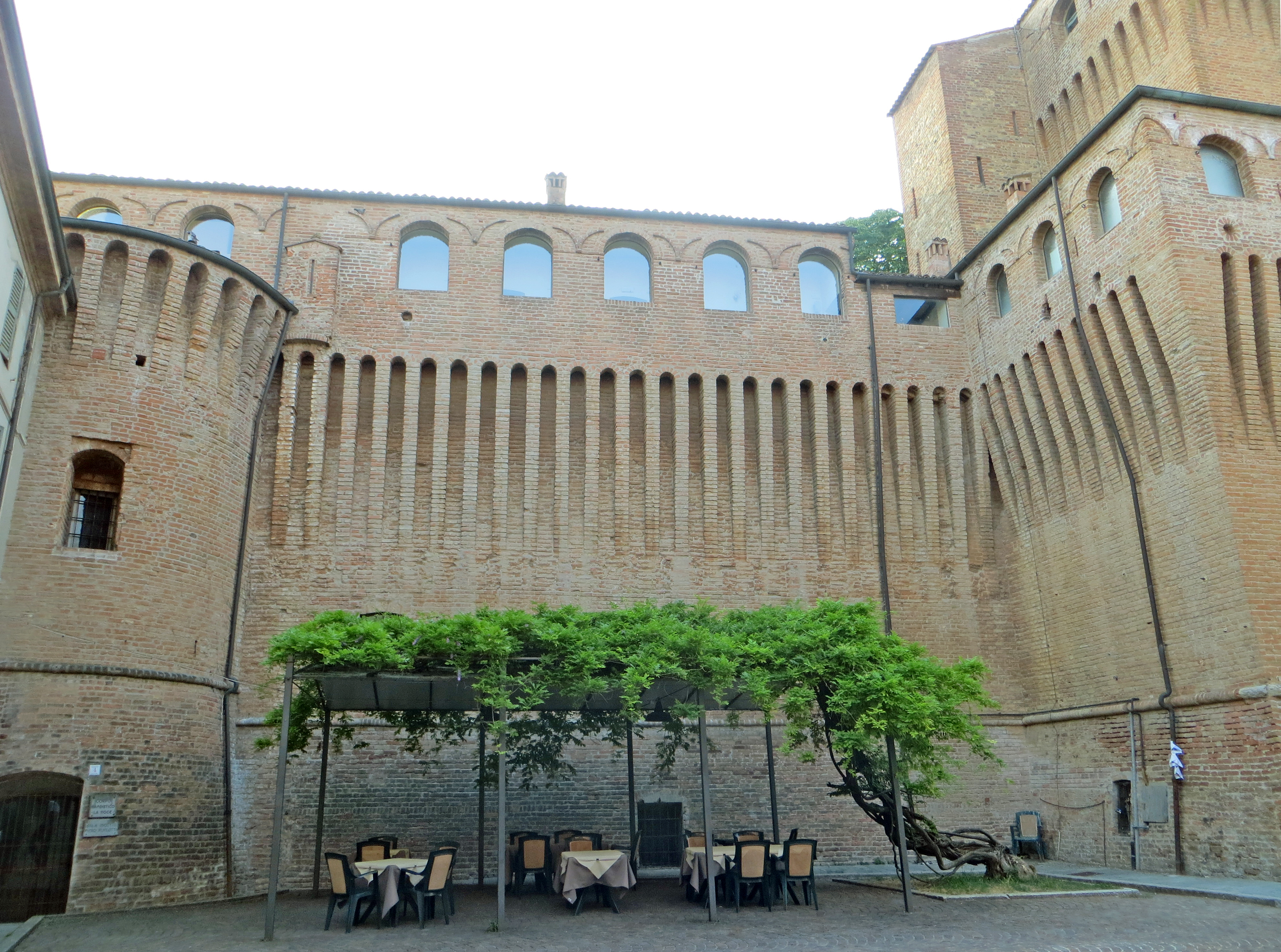
Fassade

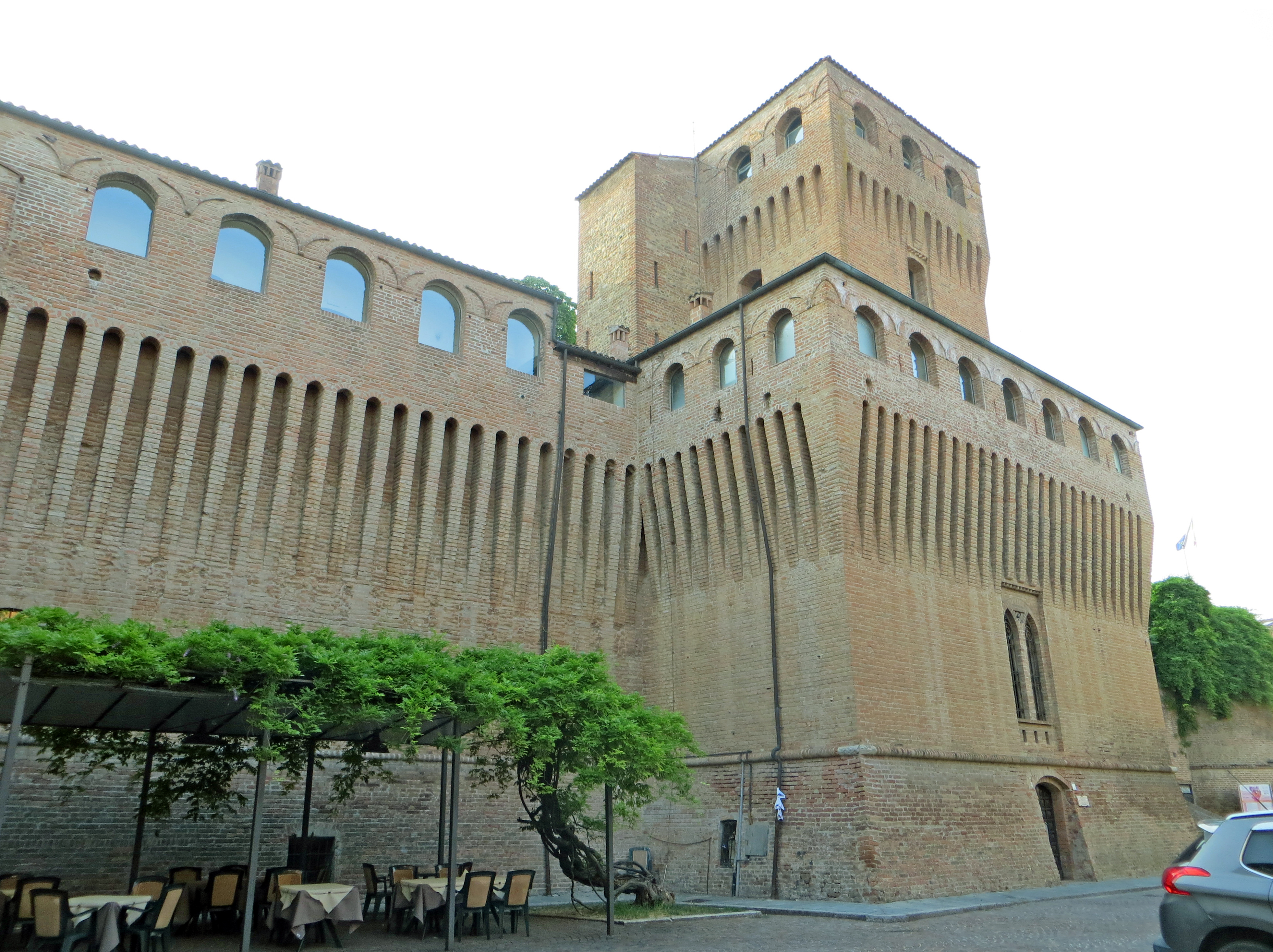
Fassade und Bergfried

Die Burg entfaltet sich um den alten Bergfried, an dessen Rückseite ein Innenhof liegt, der heute zum Park umgestaltet ist. Ursprünglich war die leicht trapezförmige, äußere Umfassungsmauer von einem Graben umgeben; sie ist mit vier Rundtürmen an den Ecken bestückt.
Die Mauern und die Fassade, die vollständig aus Ziegelmauerwerk bestehen, zeigen die Zeichen der Zerstörungen, die sie im Laufe der Jahrhunderte erleiden mussten; diese ließen nur den großen Turm und das anschließende Gebäude intakt. Die beiden Gebäude, die aus der Mitte des 15. Jahrhunderts stammen, sind in einer für die Burgen aus dieser Zeit typischen Art und Weise gestaltet; so tragen sie z. B. Konsolen mit Abläufen und ghibellinische Zinnen, die oben noch teilweise sichtbar sind.

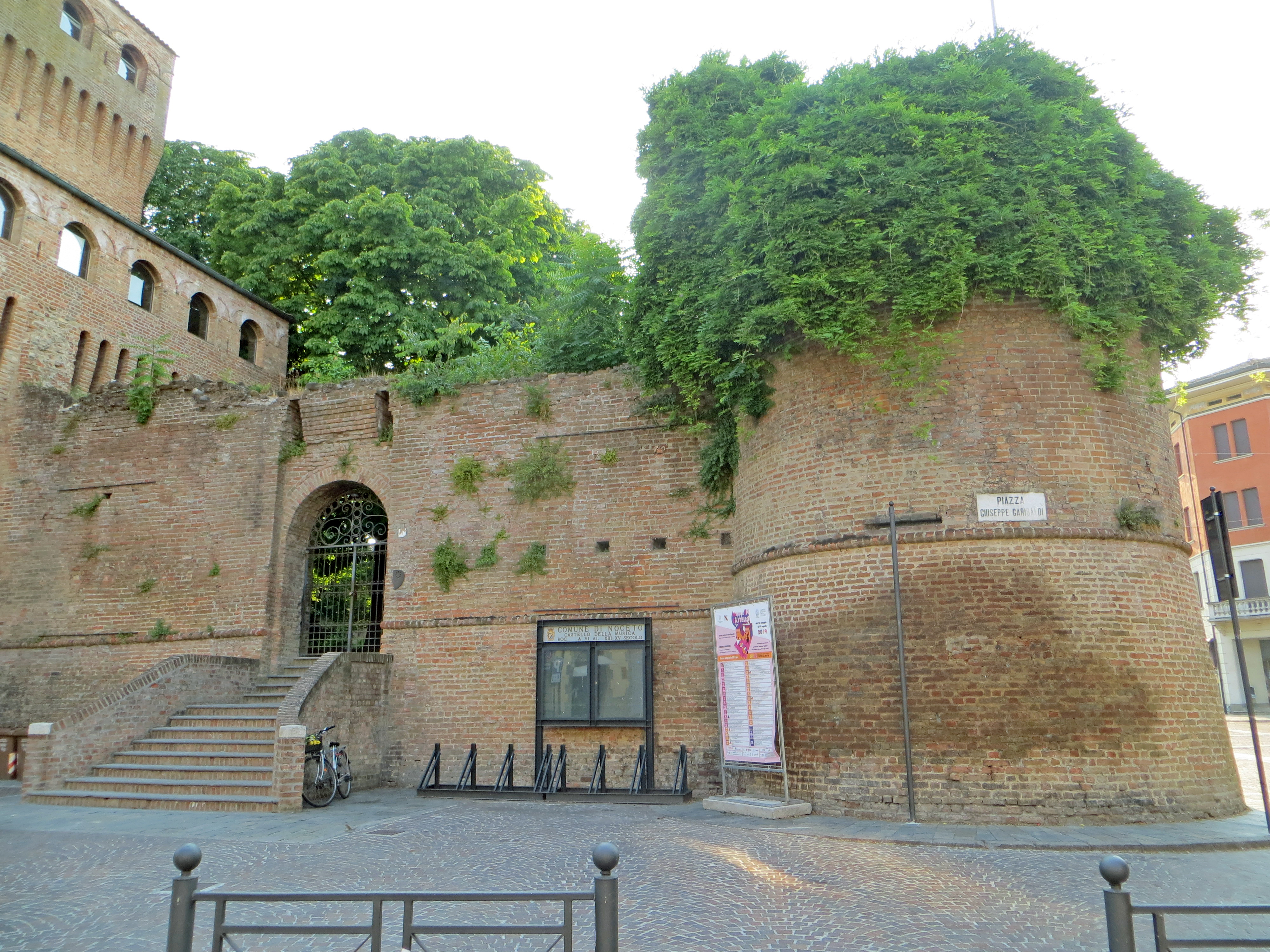
Eingang und nordöstlicher Eckturm

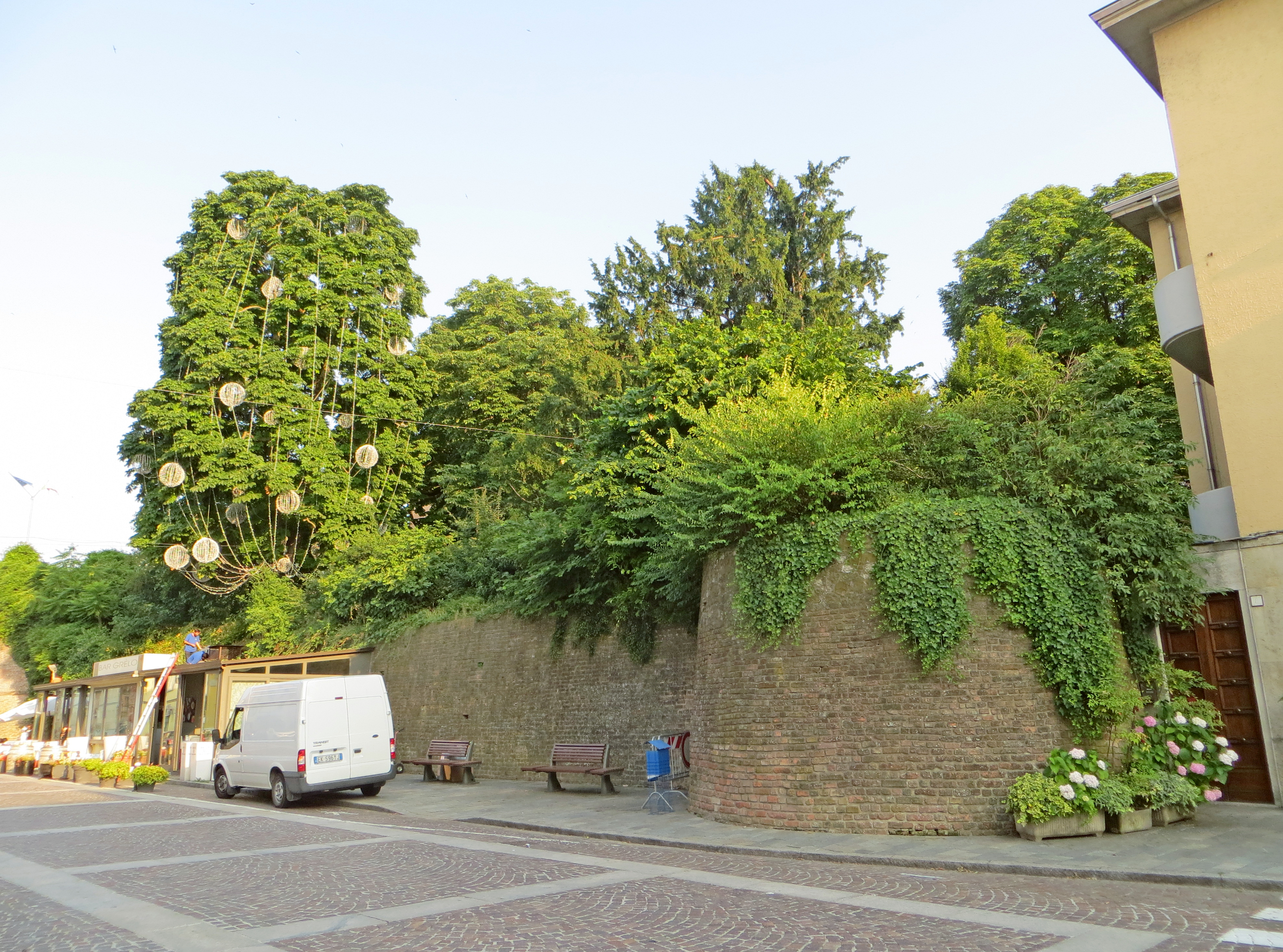
Nordseite und nordöstlicher Eckturm

Zur Rechten des potenten, zweistöckigen Bergfrieds der aus der Mitte der Hauptfassade hervorragt, reicht eine Treppe bis zum alten Eingang des befestigten Komplexes, der ursprünglich über eine Zugbrücke mit dem Platz verbunden war, von der nur noch die Schlitze erhalten sind, die die Befestigungsbolzen aufnahmen. Wenn man durch den alten Zugangsbogen geht, erreicht man den Innenhof, der in einen Garten umgestaltet wurde und vom Stamm einer hundertjährigen Rosskastanie beherrscht wird.
Ein Gehweg verbindet den Park mit den Innenräumen, in denen ursprünglich die Aula des Gerichtes, die zugehörigen Gefängnisse, die Wohnräume des Bürgermeisters und die Räume der Garnisonstruppen untergebracht waren. Im Erdgeschoss wird der Hauptsaal des Bergfrieds heute gelegentlich für temporäre Ausstellungen genutzt. Auf derselben Ebene finden sich auch die Räume der ehemaligen Bibliothek, die heute Sitz einer musikalischen Gesellschaft sind. Im ersten Obergeschoss sind dagegen die Museumsräume untergebracht; der Rundgang durch sie endet im letzten Stockwerk des Bergfrieds, der heute noch die umgebenden Ebenen dominiert.

### Besucherrundgang
Seit 2005 ist die Burg öffentlich zugänglich und bildet einen Teil des Circuito dei Castelli der Associazione dei Castelli del Ducato di Parma, Piacenza e Pontremoli.
Zu besichtigen sind neben den Garten im Innenhof die Räume des Erdgeschosses und des ersten Obergeschosses sowie die Museumsräume.

## Museen

### Museo della Liuteria
In diesem Museum ist eine Sammlung von Streichinstrumenten, die vom Geigenbaumeister Renato Scrollavezza und den Mitgliedern Geigenbaugilde von Parma gefertigt wurden.
In den Räumen des Bergfrieds ist außerdem die internationale Geigenbauschule „Renato Scrollavezza“ untergebracht, die 1975 vom Meister im Rahmen des Conservatorio di Musica Arrigo Boito gegründet wurde. Das zugehörige Laboratorium liegt im obersten Stockwerk des Bergfrieds.

### Museo del Disco
In dem Museum ist in Fortsetzung des vorgenannten eine umfangreiche Sammlung von historischen Aufzeichnungen, die der Sportjournalist und Musikliebhaber Bruno Slawitz 1972 stiftete:
Die Sammlung, die auch sehr seltene Schallplatten enthält, hat drei Abteilungen:
- die historische, die 1268 Schellackplatten aus der Zeit vor 1952 enthält,
- die lyrische, die 400 komplette, lyrische Werke enthält,
- die symphonische, die 450 Titel verschiedener Autoren enthält.[1]